# Wasilij Tiepłouchow
Wasilij Siergiejewicz Tiepłouchow (ros. Василий Сергеевич Теплоухов; ur. 4 września 1979) – rosyjski zapaśnik startujący w stylu klasycznym. Brązowy medalista mistrzostw świata w 2005 i mistrzostw Europy w 2007. Czwarty w Pucharze Świata w 2007; piąty w 2003 i szósty w 2006 roku.
Mistrz Rosji w 2007, a drugi w 2005, 2006, 2008 i 2010 roku.